# Ingeborg-Bachmann-Preis 2024

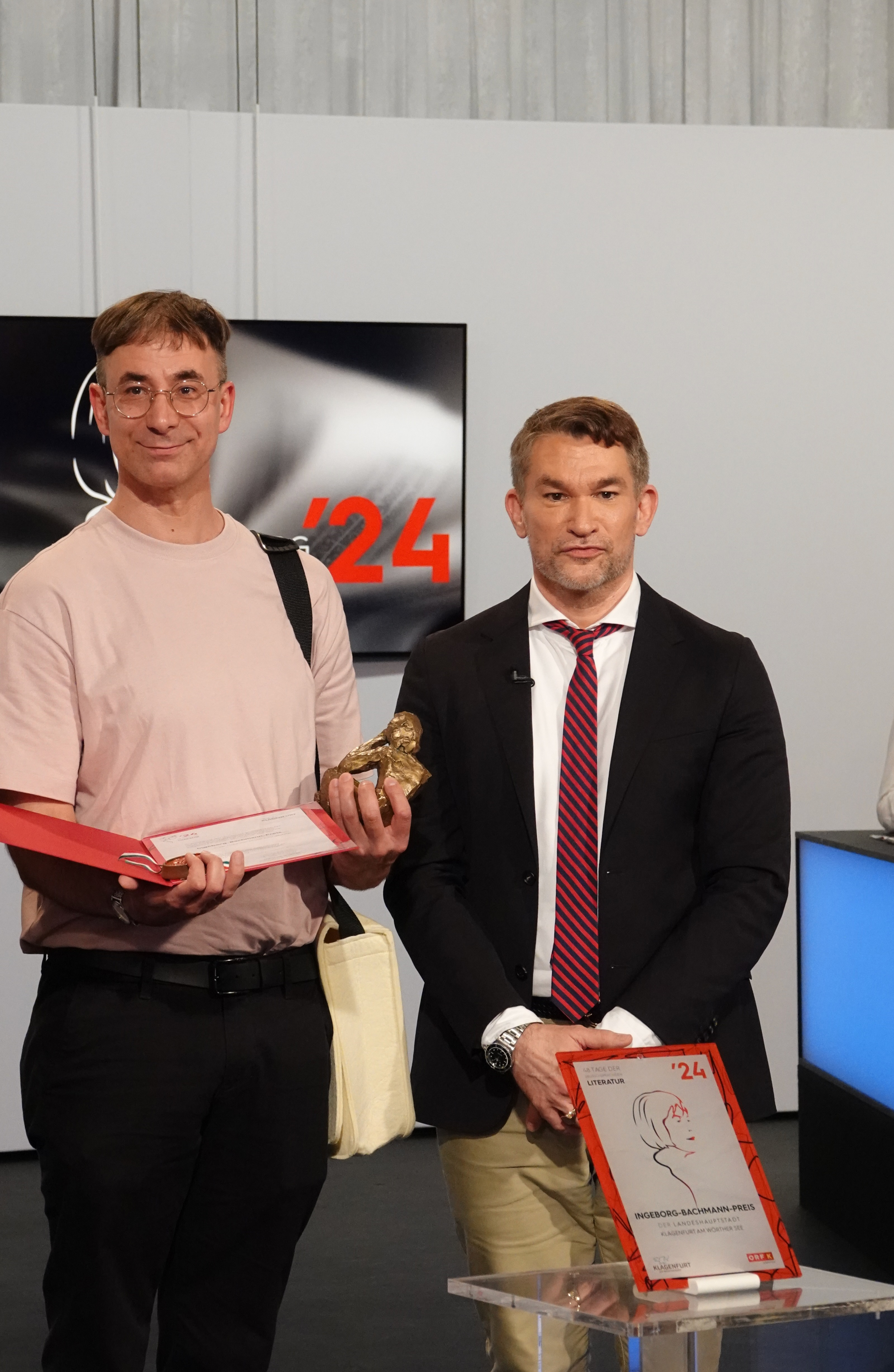
Verleihung des Bachmann-Preises an Tijan Sila (rechts der Laudator Philipp Tingler)

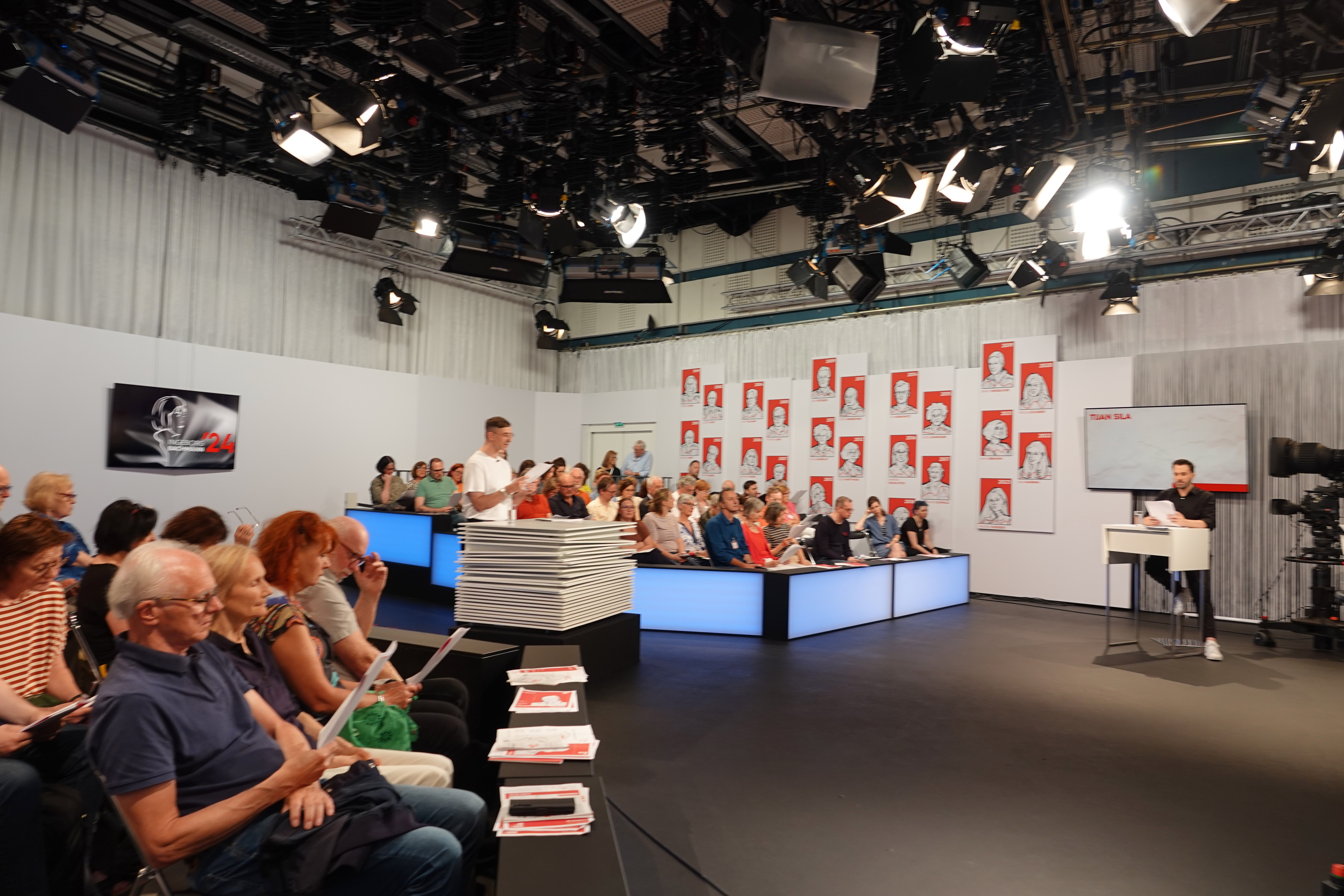
Lesung von Tijan Sila im ORF-Theater

Der Ingeborg-Bachmann-Preis 2024 ist der 48. Wettbewerb um den Literaturpreis im Rahmen der Tage der deutschsprachigen Literatur. Gewinner des Hauptpreises wurde Tijan Sila.

## Geschichte
Die Veranstaltung fand vom 26. bis zum 30. Juni 2024 in Klagenfurt am Wörthersee statt. Lesungen und Diskussionen sowie die Preisfindung wurden im Fernsehprogramm von 3sat übertragen. Moderatoren waren wie im Vorjahr wiederum Peter Fässlacher und Cécile Schortmann.
Die Klagenfurter Rede zur Literatur, traditionell Auftakt der Veranstaltung, wurde von Ferdinand Schmalz gehalten, der 2017 mit dem Ingeborg-Bachmann-Preis ausgezeichnet wurde. Der Titel seiner Rede lautete hoppla, die leberwurst!.
Im Ingeborg-Bachmann-Park, dem Garten des ORF-Theaters, wurde am 25. Juni 2024 eine Bachmann-Skulptur von Johann Brandstätter enthüllt.

## Autoren und Autorinnen
Die zur Lesung Eingeladenen wurden am 24. Mai 2024 bekanntgegeben. Die Lesereihenfolge wurde am Eröffnungsabend ausgelost; die Schlussdiskussion mit der Preisvergabe ist für den 30. Juni 2024 vorgesehen.

### Erster Lesetag
- Sarah Elena Müller, CH, Wen ich hier seinetwegen vor mir selbst rette, eingeladen von Thomas Strässle
- Ulrike Haidacher, A, Schwestern, eingeladen von Klaus Kastberger
- Roland Jurczok, CH, Das Katangakreuz, eingeladen von Thomas Strässle
- Tijan Sila, D/BIH, Der Tag, an dem meine Mutter verrückt wurde, eingeladen von Philipp Tingler
- Christine Koschmieder, D, Nylfrance, eingeladen von Mithu Sanyal

### Zweiter Lesetag
- Sophie Stein, D, Die Schakalin, eingeladen von Mara Delius
- Henrik Szántó, D/FIN/UK, Eine Treppe aus Papier, eingeladen von Mara Delius
- Denis Pfabe, D, Die Möglichkeit einer Ordnung, eingeladen von Philipp Tingler
- Olivia Wenzel, D, Hochleistung, Baby, eingeladen von Laura de Weck
- Kaśka Bryla, A/POL, Der Kakerlakenschwarm, eingeladen von Brigitte Schwens-Harrant

### Dritter Lesetag
- Semi Eschmamp, CH, Ist Realität selbst da, wo sie nicht hingehört?, eingeladen von Laura de Weck
- Johanna Sebauer, A/D, Das Gurkerl, eingeladen von Klaus Kastberger
- Miedya Mahmod, D, Es schlechter ausdrücken wollen. Oder: Ba,Da, eingeladen von Mithu Sanyal
- Tamara Štajner, A/SLO, Luft nach unten, eingeladen von Brigitte Schwens-Harrant

## Juroren

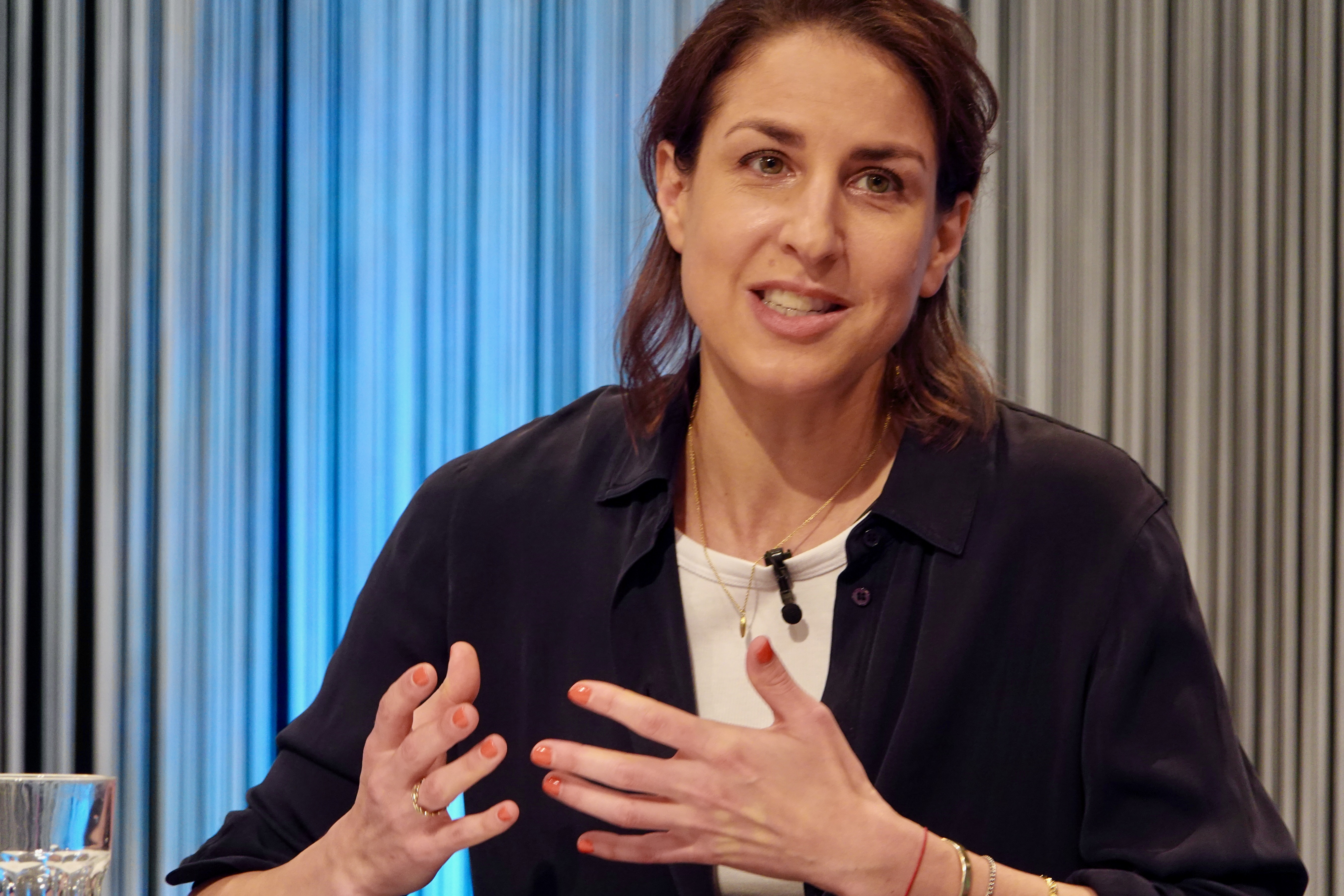
Jurorin Laura de Weck am ersten Tag des Wettbewerbs

Gegenüber dem Vorjahr kam Laura de Weck neu in die Jury und ersetzte Insa Wilke als Jurymitglied. Klaus Kastberger, seit 2015 Juror, übernahm den Juryvorsitz von Insa Wilke.
- Klaus Kastberger (Juryvorsitz)[11][12]
- Mara Delius
- Laura de Weck
- Mithu Sanyal
- Brigitte Schwens-Harrant
- Thomas Strässle
- Philipp Tingler

## Preise
- Ingeborg-Bachmann-Preis (dotiert mit 25.000 Euro): Tijan Sila[13][1]
- Deutschlandfunk-Preis (gestiftet von Deutschlandradio, dotiert mit 12.500 Euro): Denis Pfabe
- Kelag-Preis (dotiert mit 10.000 Euro): Tamara Štajner
- 3sat-Preis (dotiert mit 7.500 Euro): Johanna Sebauer
- BKS-Bank-Publikumspreis (dotiert mit 7.000 Euro): Johanna Sebauer
- Stadtschreiber-Stipendium der Stadt Klagenfurt (6.000 Euro; gekoppelt an den Publikumspreis): Johanna Sebauer

Die Publikumsabstimmung zum beliebtesten Bachmannpreis-Juror des Jahrganges, organisiert von dem Literaturblog Literatur-Café, gewann Brigitte Schwens-Harrant mit deutlichem Abstand.